# Église Saint-Rémi de Viel-Saint-Remy
L'église Saint-Rémi est une église située à Viel-Saint-Remy, en France.

## Description
Le plan de l'église est quasiment rectangulaire, le transept et l'abside présentant une saillie faible. Un clocheton surplombe la première travée de la nef qui en compte trois. Au nord-est, deux échauguette surmontent les contreforts du chevet.
Le transept, les chapelles attenantes et le chœur sont de style gothique tardif. Le chœur est peu profond, avec des médaillons de la Renaissance figurant  les quatre évangélistes. Les deux premières travées de la nef sont plafonnées, la troisième est voutée.
À l'intérieur, il faut également remarquer la piéta de pierre du XVIe siècle, foulant un dragon à tête d’homme et à corps de serpent. 

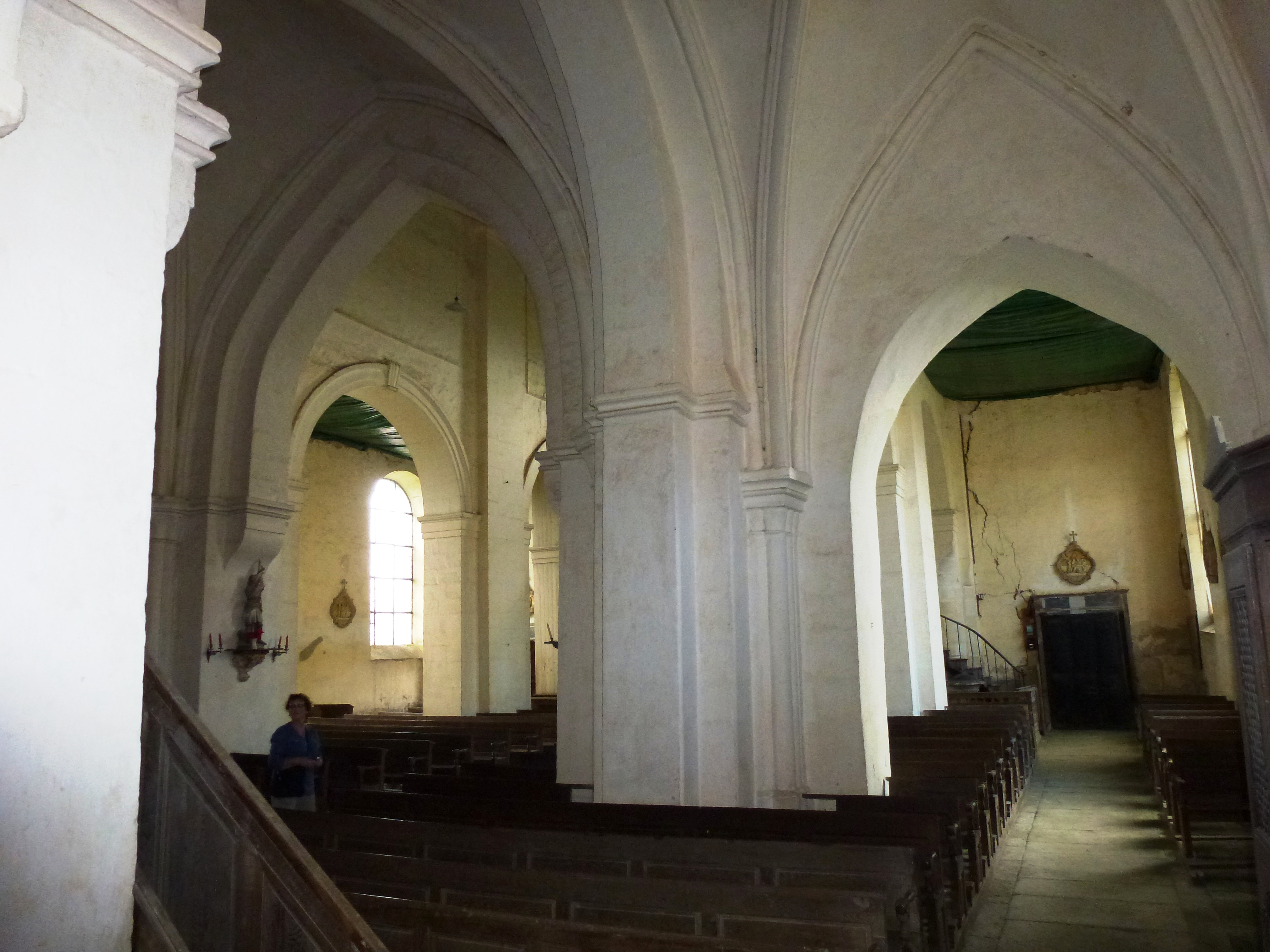
Intérieur
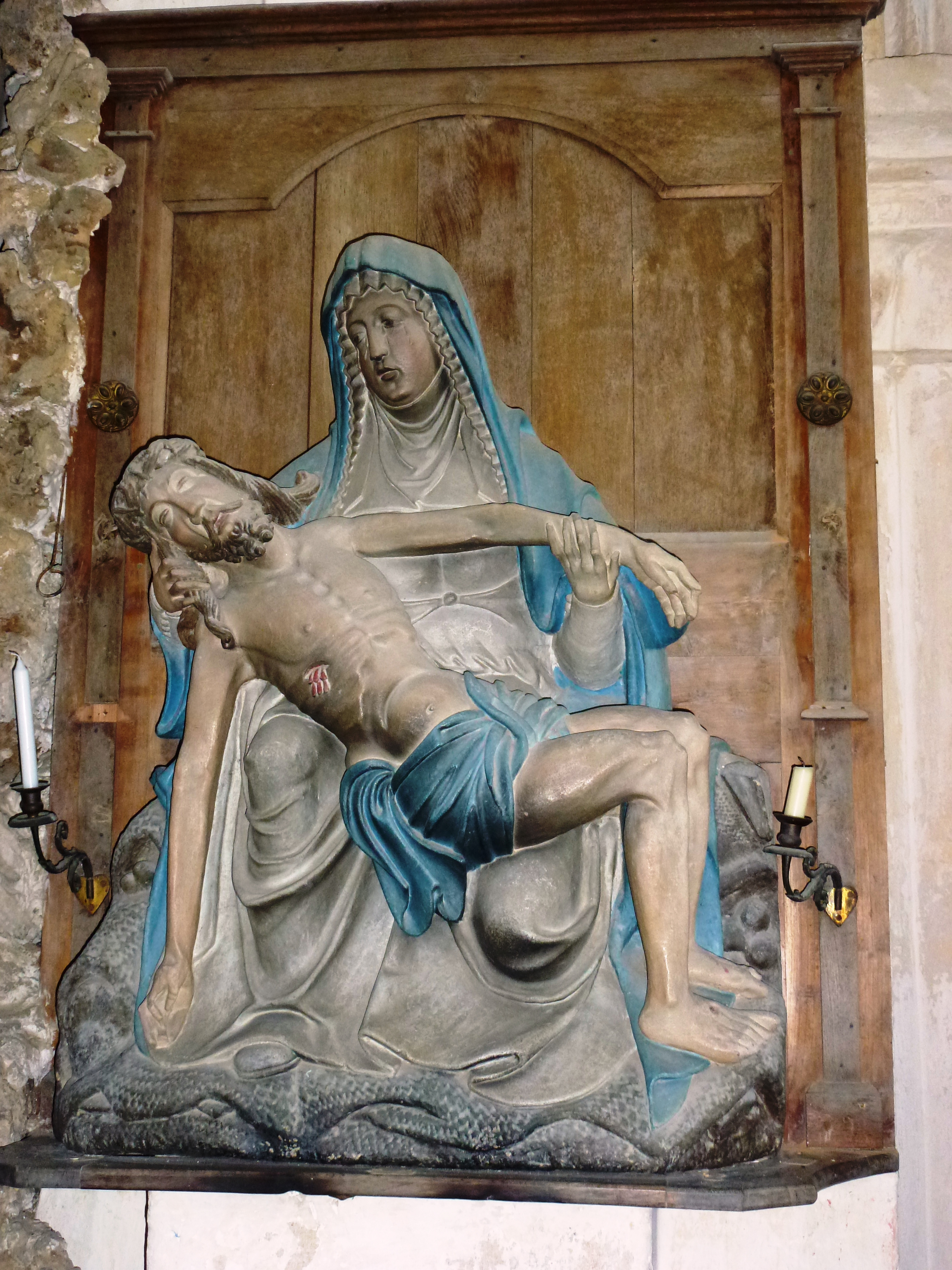
Piéta
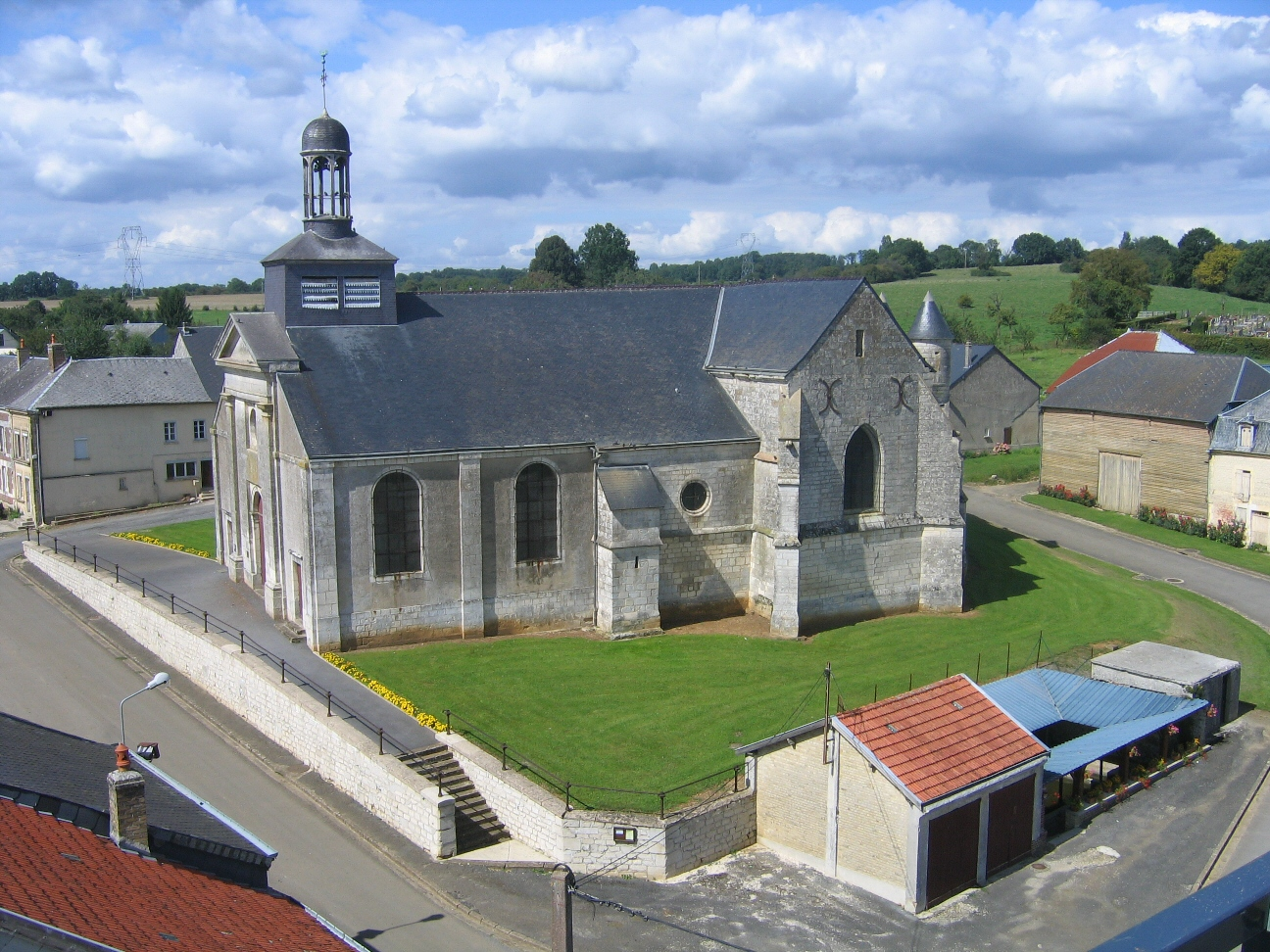
Extérieur

## Localisation
L'église est située au centre de la commune de Viel-Saint-Remy, dans le département français des Ardennes.

## Historique
L'église a été reconstruite vers 1560. Elle a été inscrite au titre des monuments historiques en 1943.